# 시바이 (영화)
시바이(Shivaay)는 인도에서 제작된 아제이 데브건 감독의 2016년 액션, 모험, 드라마 영화이다. 아제이 데브건 등이 주연으로 출연하였다.

## 출연

### 주연
- 아제이 데브건
- 비르 다스
- 기리시 카나드

### 조연
- 사우라브 슈클라